# Blauwrugspitssnavel
De blauwrugspitssnavel (Conirostrum sitticolor) is een zangvogel uit de familie Thraupidae (tangaren).

## Verspreiding en leefgebied
Deze soort telt 4 ondersoorten:
- C. s. pallidum: noordelijk Colombia en noordwestelijk Venezuela.
- C. s. intermedium: westelijk Venezuela.
- C. s. sitticolor: van zuidelijk Colombia tot noordelijk Peru.
- C. s. cyaneum: van centraal Peru tot westelijk Bolivia.